# フェデレーション・タワー
フェデレーション・タワー (ロシア語: Башня «Федерация») はモスクワの超高層ビル。ツインタワーで東棟の高さは374m。モスクワ・シティ構想の一部として計画され、2003年に着工し2017年に完成。当時のヨーロッパ及びロシアで最も高い高層ビルとなったが、2022年現在は同じくロシアのラフタ・センター(462m)である。

## 建設
ドイツの企業、Nps Tchoban Voss GbR社が設計を担当。ミラックス・コンストラクション社によって開発され、ミラックスグループが所有権を保有している。
東側のタワーは中国の建設会社、中国建築工程総公司が建設を担当し、西側のタワーはトルコの建設会社アント・ヤピ社（Ant Yapi）が担当した。
イタリアの企業、ブシ・インピアンティ社（Busi Impianti SpA）が機械・電気・配管のシステムを設計。両方の塔のガラス・カーテンウォールは、アメリカのファサード・エンジニアであるジャン＝ピエール・コッハー（Jean-Pierre Kocher）の監督の下、アメリカの構造設計コンサルタント企業ソーントン・トマセッティ社（Thornton Tomasetti）が設計した。

## デザイン
フェデレーション・タワーは二つの塔から成り立つ。
- 東（ヴォストーク）塔（タワーA）…93階建てで、屋上までの高さ374mに及ぶ。2017年完成。
- 西（ザパト）塔（タワーB）…62階建てで、屋上までの高さは242.4mに及ぶ。2008年完成。

このほか、東塔と西塔の間には、高さ506m以上になるように設計された尖塔（タワーC）が予定されていた。尖塔内部に設けられるエレベーターは時速65キロで動く。エレベーターから360°のパノラマが楽しめるよう、エレベーターとシャフトはガラス張りになっている。東西の塔と尖塔を結ぶ連絡橋の商業スペースにはレストランやカフェが入る予定であった。2012年の時点で半分まで組みあがっていたが、2014年に計画は中止され、完成していた部分は解体された。
両方の塔の床面積のうち相当部分をグローバル・ハイアット社がホテルに利用する予定である。ロシアの銀行、VTB銀行は塔の建設のために2億5000万ドルを投資し、33階分のオフィスを購入。塔全体にかかる総建設費は、5億3000万ドルと見積もられている。
ミラックス・グループのセルゲイ・ポロンスキー社長は、自身のブログでギネス・ワールド・レコーズに西塔の時計台を世界一高い場所にある時計として申請したと述べている。

## 建設中写真

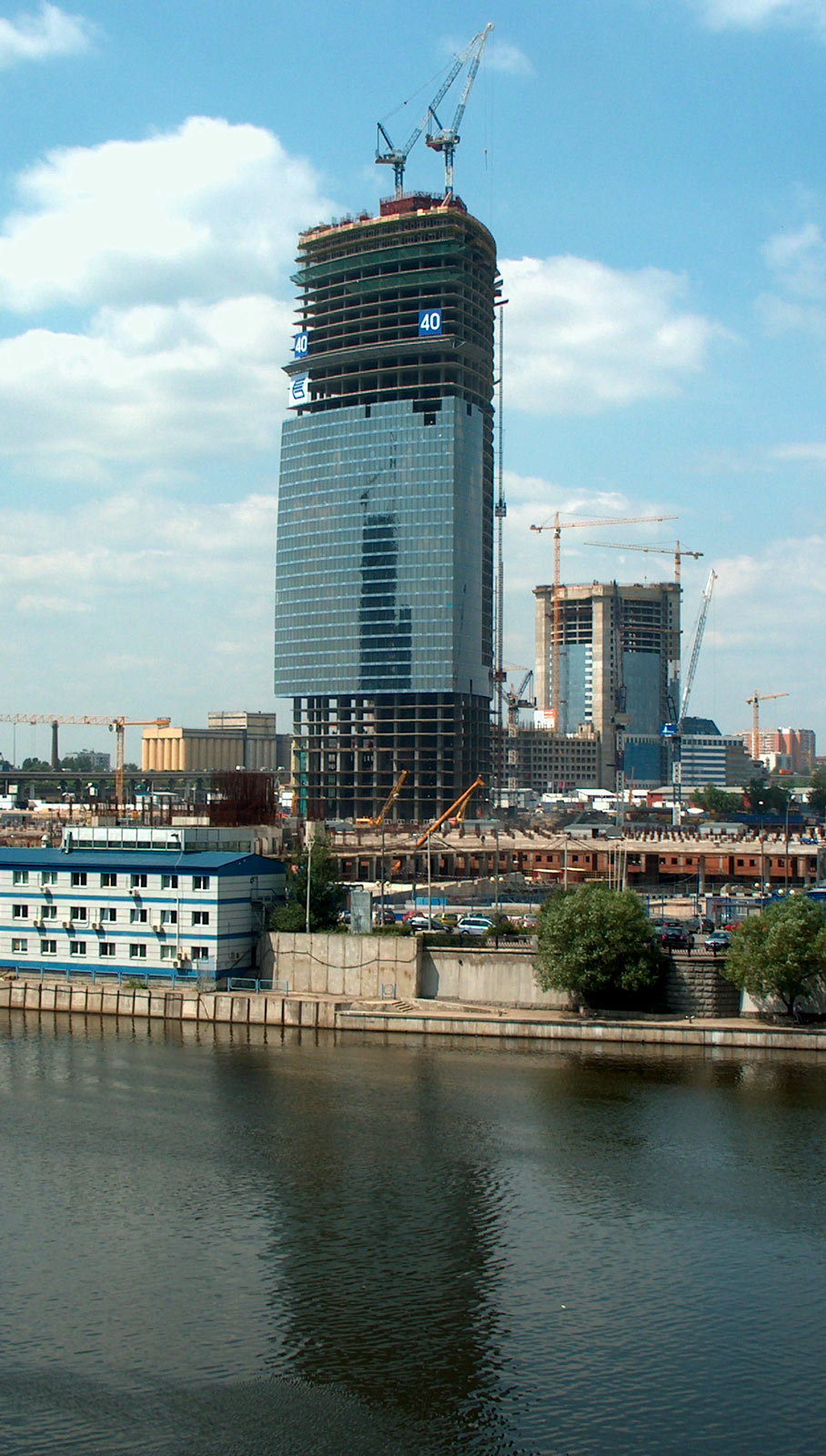
西塔 6月28日, 2006年
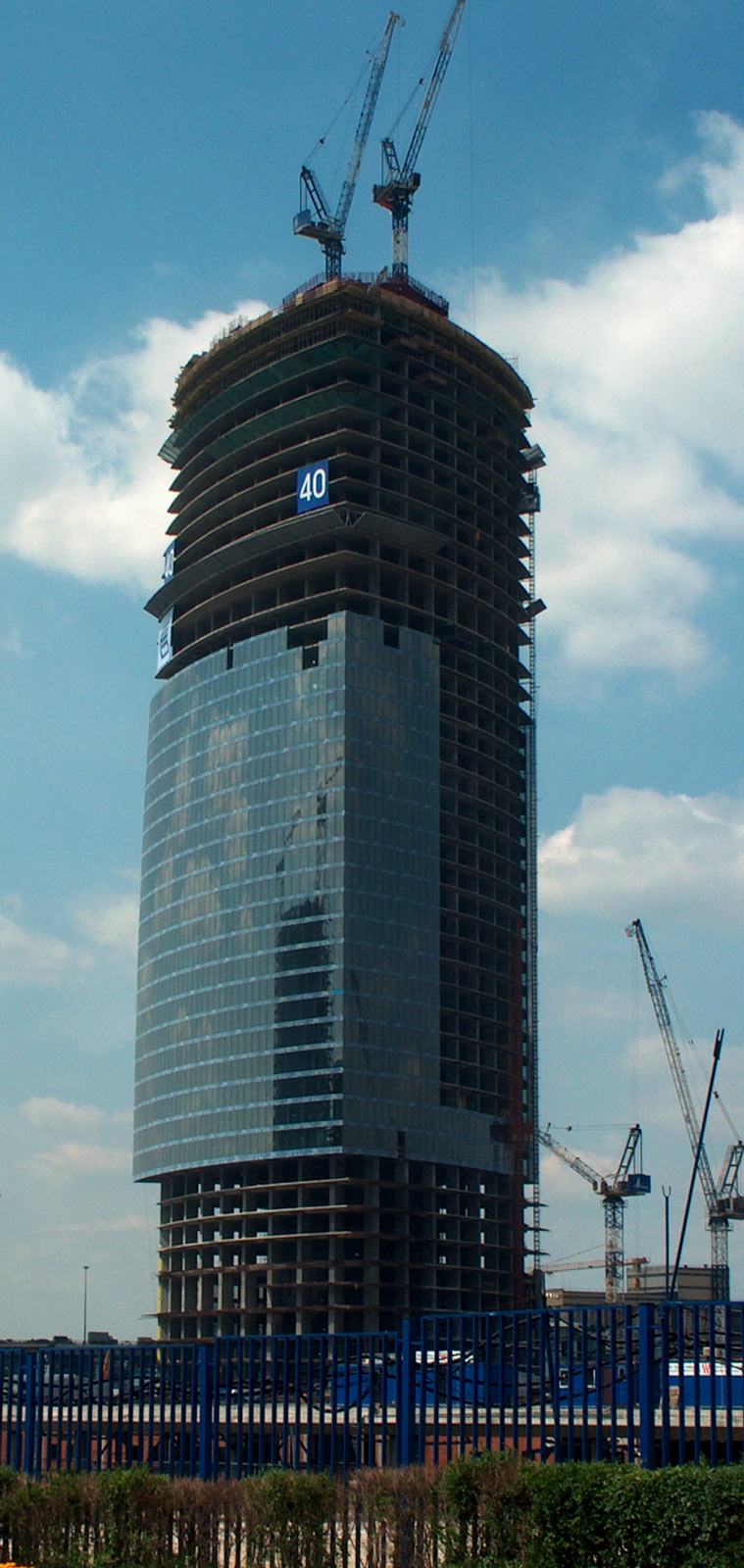
6月28日, 2006年
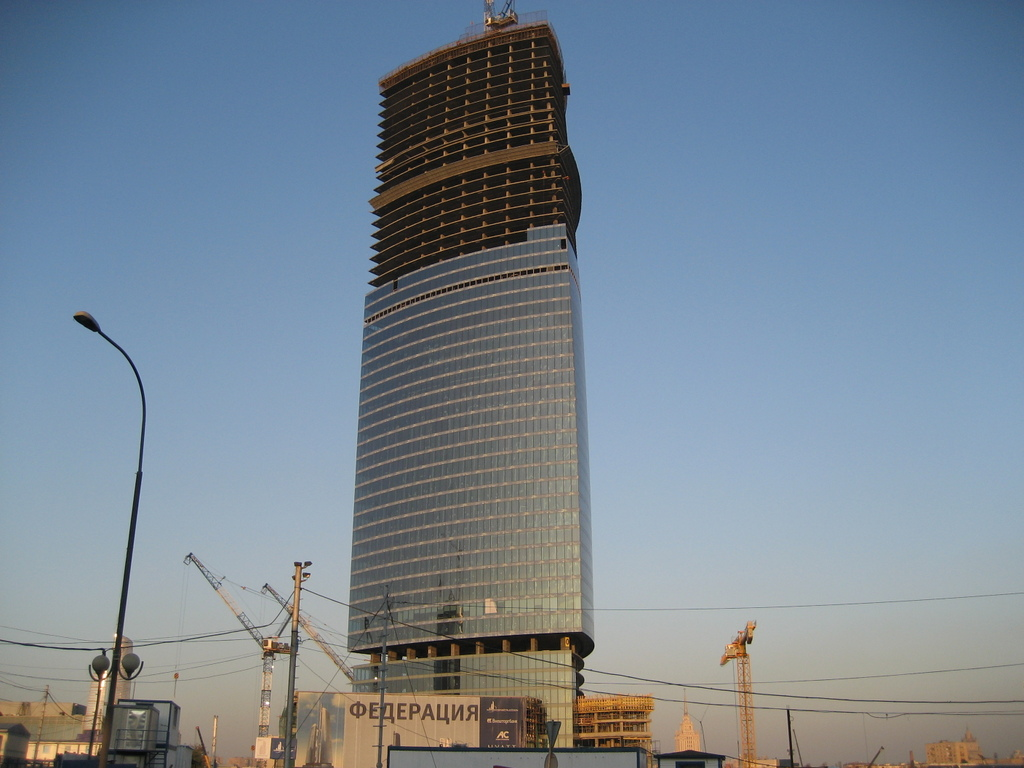
9月24日, 2006年
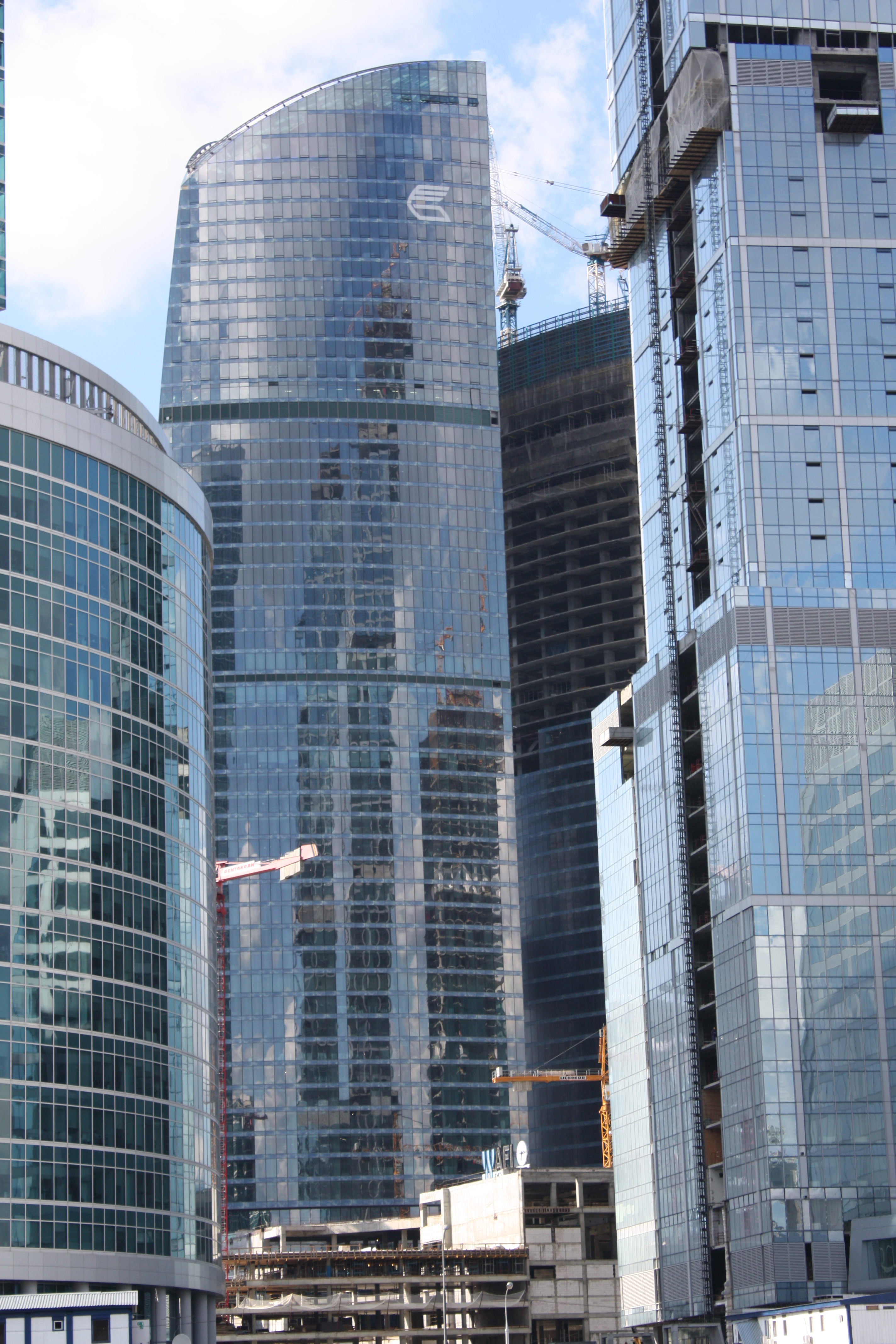
7月21日, 2008年
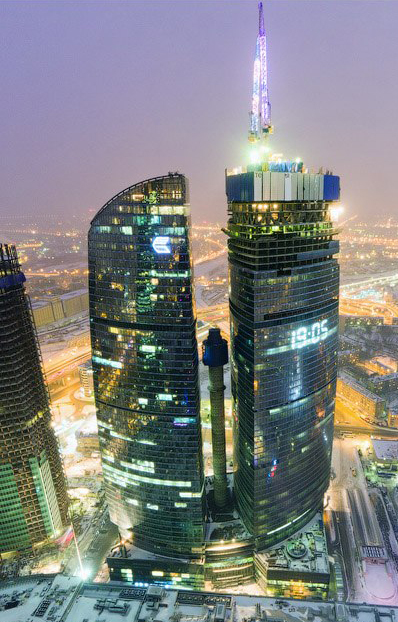
2012年。完成した西塔（左）の隣で東塔の建設が進む。間の尖塔も途中まで組みあがっていた

## その他
建設中の2012年4月2日夜に東棟の66～67階で火災が発生し、約300㎡が焼ける事故があった。廃材や防水シート等が燃え移るなどし、ヘリコプターで消火活動にあたった結果、4時間後には鎮火した。人的被害はなかった。
建設中の2007年9月にアラン・ロベールがこのビルへのフリー・クライミングを達成している。